# 奥尔日河畔阿蒂斯条约

佛兰德伯爵纹章

奥尔日河畔阿蒂斯条约（法語：traité d'Athis-sur-Orge）是法兰西国王腓力四世和佛兰德伯爵罗伯特三世于1305年6月23日在奥尔日河畔阿蒂斯签订的一份和平条约，这个条约的签订结束了佛兰德战争。 

## 内容
条约规定，佛兰德将瓦隆佛兰德（包括里尔、杜埃、奥尔希等城市）转交予法国国王，作为王室领地。作为回报，佛兰德将保留其在法兰西王国内的独立地位，并继续由佛兰德伯爵统治。与此同时，条约规定佛兰德人需每年向法王支付20000镑的罚金和400000镑的赔款。

## 影响及被废除
条约当中的巨额赔款条例，引发了佛兰德人的强烈不满。在条约签署之后，布鲁日即发生了一场暴动。为支付赔款而提高的税收，使佛兰德地区的农民和中产阶级受到巨大打击，以至于引发了1323年的农民起义。这场农民起义持续了五年，并一度控制了整个佛兰德。1337年，在雅各布·范阿特费尔德于根特发动叛乱之后，条约被腓力四世废除。